# Скоростная железная дорога Сямынь — Шэньчжэнь

Скоростная железная дорога Сямынь — Шэньчжэнь

Скоростная железная дорога Сямынь — Шэньчжэнь (кит. трад. 廈深鐵路, упр. 厦深铁路, пиньинь Xiàshēn Tiělù) — двухпутная электрифицированная высокоскоростная железнодорожная магистраль, соединяющая провинции Гуандун и Фуцзянь. Линия называется также Сяшэньская железная дорога, название составлено по первым иероглифам городов Сямынь и Шэньчжэнь. Длина дороги составит 502 км. Эта дорога является одной из секций Прибрежной высокоскоростной пассажирской линия Шанхай — Ханчжоу — Фучжоу — Шэньчжэнь.
Строительство дороги началось 23 ноября 2007 года, пуск в эксплуатацию ожидался в конце 2011 года, однако задержалась до конца 2013 года. Трасса рассчитана на движение со скоростью 250 км/час Эта линия позволила сократить время движения с одиннадцати часов до трёх.

## Остановки
Дорога идёт по изрезанному южному берегу. Основные города вдоль трассы — Чжанчжоу, Чжаоань, Жаопин, Чаошань, Чаочжоу, Шаньтоу, Пунин, Шаньвэй, Хойдун и Хойчжоу.
1. Сямынь — Северный (кит. 厦门北站)
2. Цзяньчан (кит. 前场站)
3. Синьцзямэй (кит. 新角美站)
4. Чжанчжоу—Южный (кит. 漳州南站)
5. Чжанпу (кит. 漳浦站)
6. Юньсяо (кит. 云霄站)
7. Чжаоань (кит. 诏安站)
8. Жаопин (кит. 饶平站) в Чаочжоу
9. Чаошань (кит. 前场站) (между Чаочжоу, Шаньтоу)
10. Чаоян (кит. 潮阳站) в Чаочжоу
11. Пунин (кит. 普宁站)
12. Куйтань (кит. 葵潭站)
13. Луфэн (кит. 陆丰站)
14. Шаньвэй (кит. 汕尾站)
15. Хоумэнь (кит. 鲘门站)
16. Хойдун (кит. 惠东站)
17. Хойчжоу—Южный (кит. 惠州南站)
18. Шэньчжэнь—Восточный(кит. 深圳东站)
19. Шэньчжэнь—Северный (кит. 惠东站)

## История
Сяшэньжелезная железная дорога — первая дорога вдоль южного побережья Китая. Большинство высокоскоростных железных дорог в Китае следуют прежним трассам, но на прибрежном участке железных дорог никогда не было. В первой половине XX века гражданские войны и нестабильность политической ситуации в Китае не способствовали строительству железных дорог. Во время холодной войны КНР опасалась вторжения со стороны Тайваня, и железные дороги строились в глубине страны. Только в конце 1990-х годов политическая ситуация позволила планировать такую дорогу.
Полномасштабное строительство началось в 2007 году. Завершить строительство по плану к концу 2011 года не удалось по причине крупной железнодорожной аварии в Вэньчжоу, после которой требования к высокоскоростным дорогам резко ужесточились. Только 28 декабря 2013 года дорога была открыта.